# Geumsan Insam Cello/Saison 2014
Dieser Artikel listet Erfolge und Fahrer des Radsportteams Geumsan Insam Cello in der Saison 2014 auf.

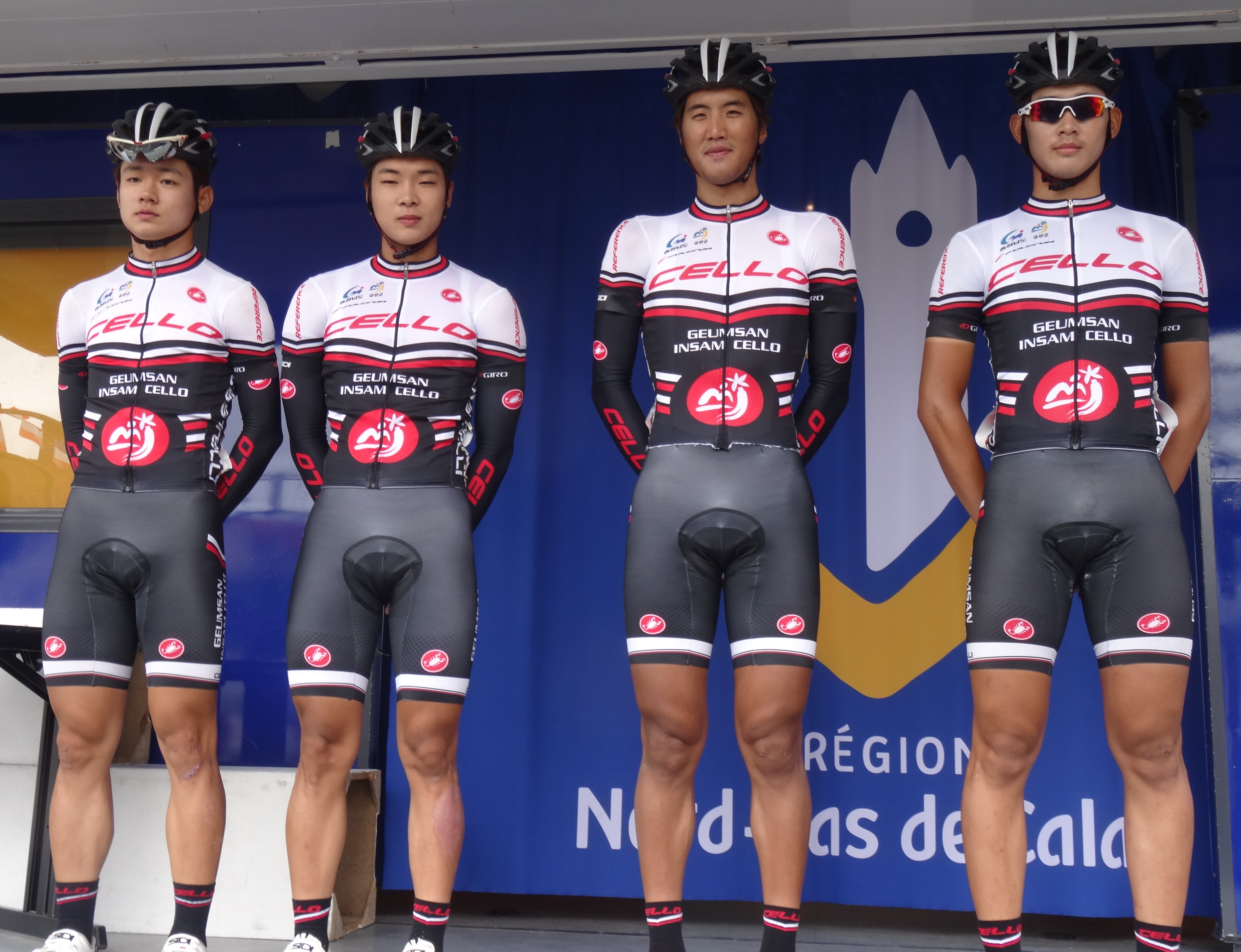
Ronde pévéloise 2014.

## Abgänge – Zugänge
| Zugänge                     | Team 2013 | Abgänge          | Team 2014           |
| --------------------------- | --------- | ---------------- | ------------------- |
| Choe Jung-hwan              | Neoprofi  | Jeong Cheung-gyo | Korail Cycling Team |
| Choe Ki-ho                  | Neoprofi  | Kang Ji-yong     | Korail Cycling Team |
| Laurent Groom               | Neoprofi  | Youm Jung-hwan   | KSPO                |
| Kang Sung-joon              | Neoprofi  | Bang Jae-hyun    | Unbekannt           |
| Kim Hee-jun                 | Neoprofi  | Gong Hyo-suk     | Unbekannt           |
| Lee Ki-han                  | Neoprofi  | Hwang In-hyeok   | Unbekannt           |
| Joshua Aldridge (ab 01.04.) | Neoprofi  | Kim Byung-cheol  | Unbekannt           |

## Mannschaft

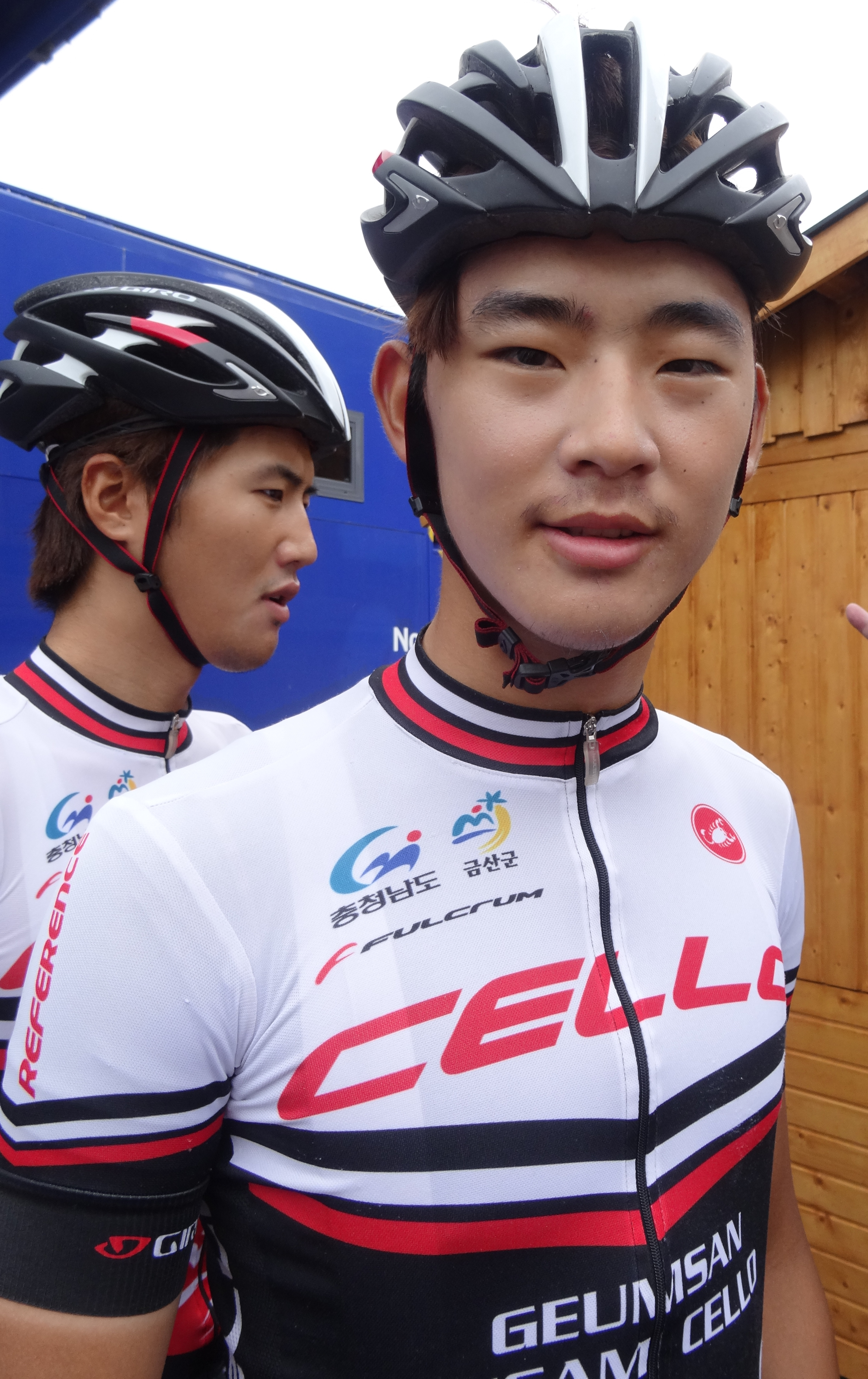
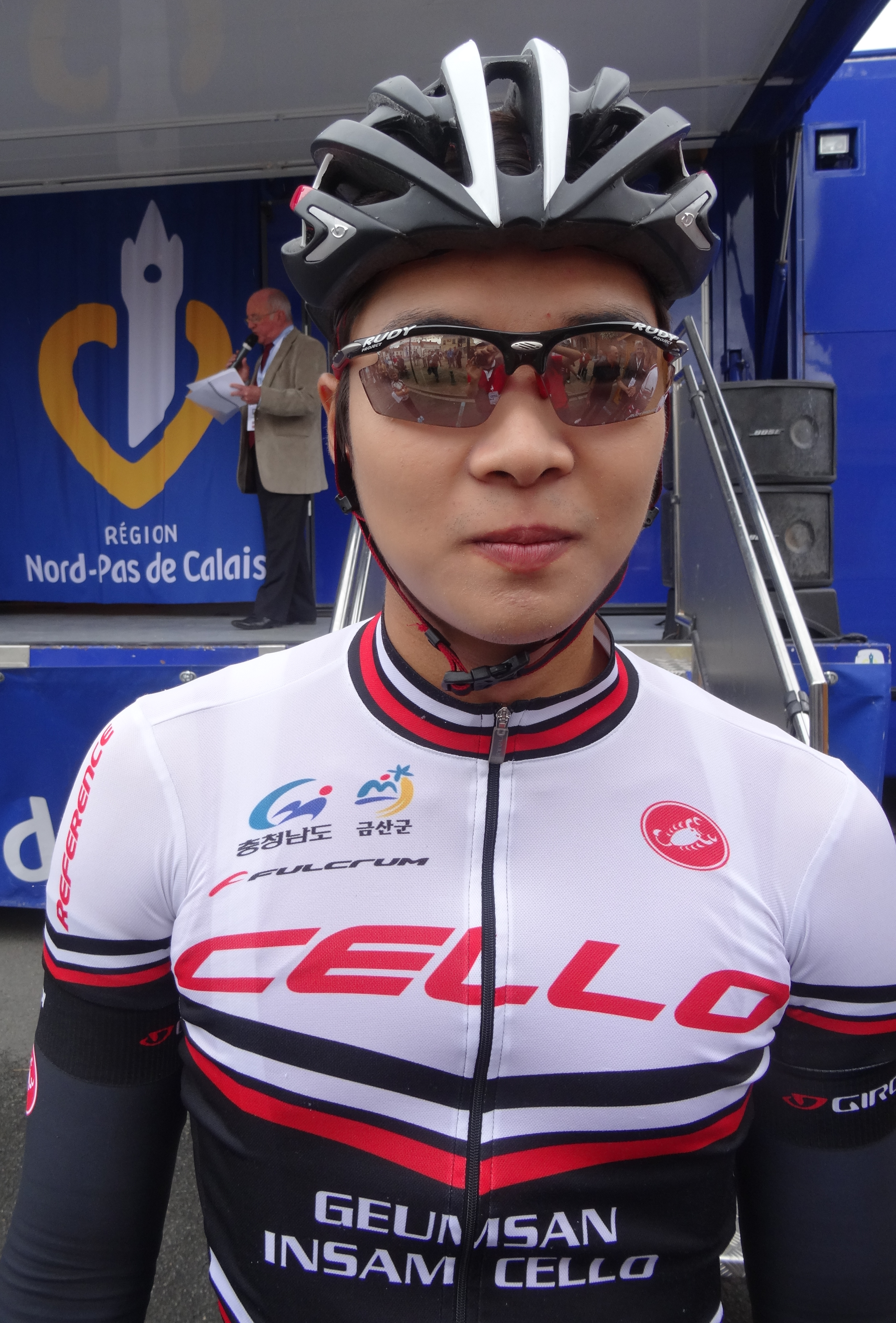
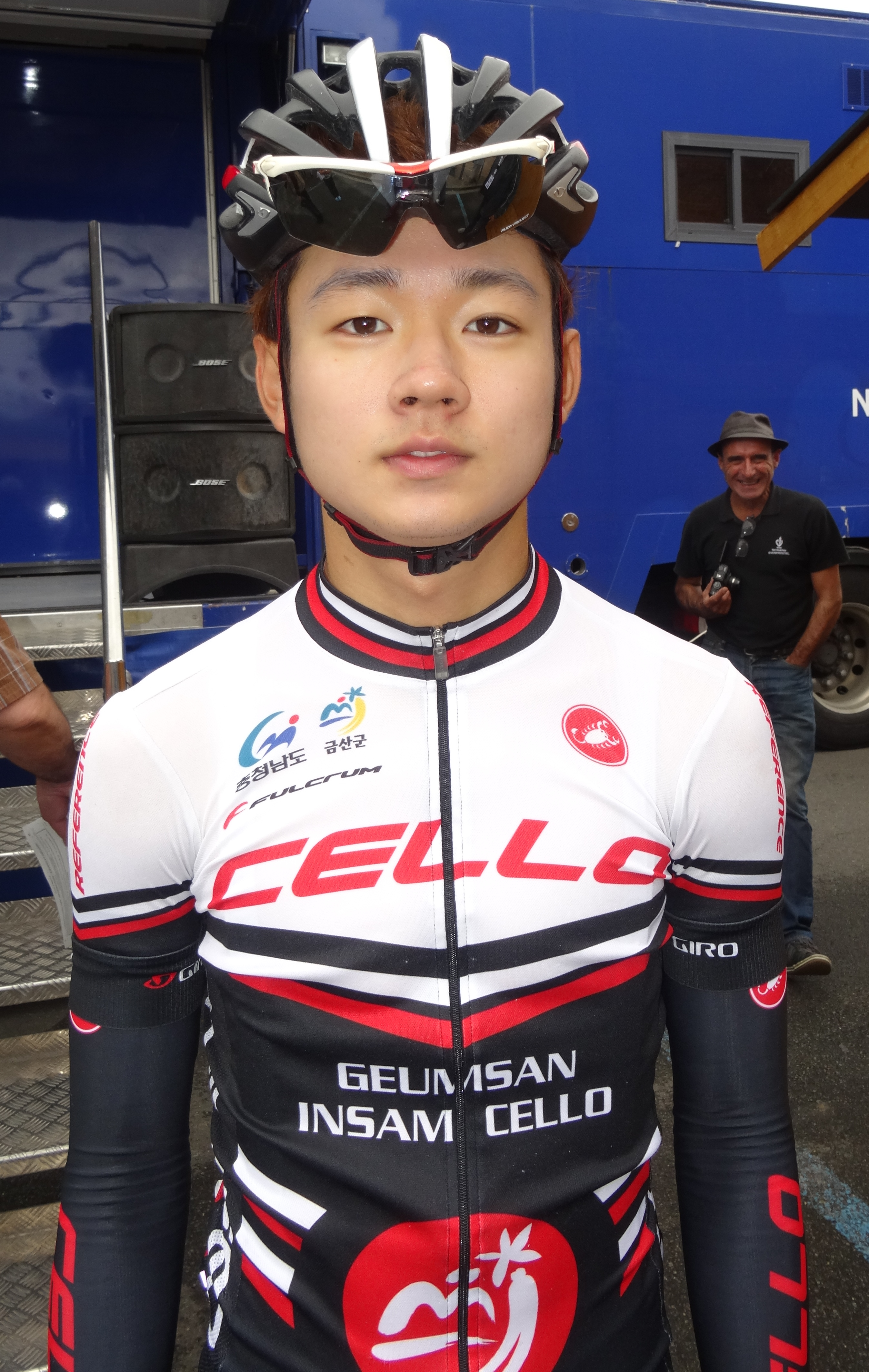
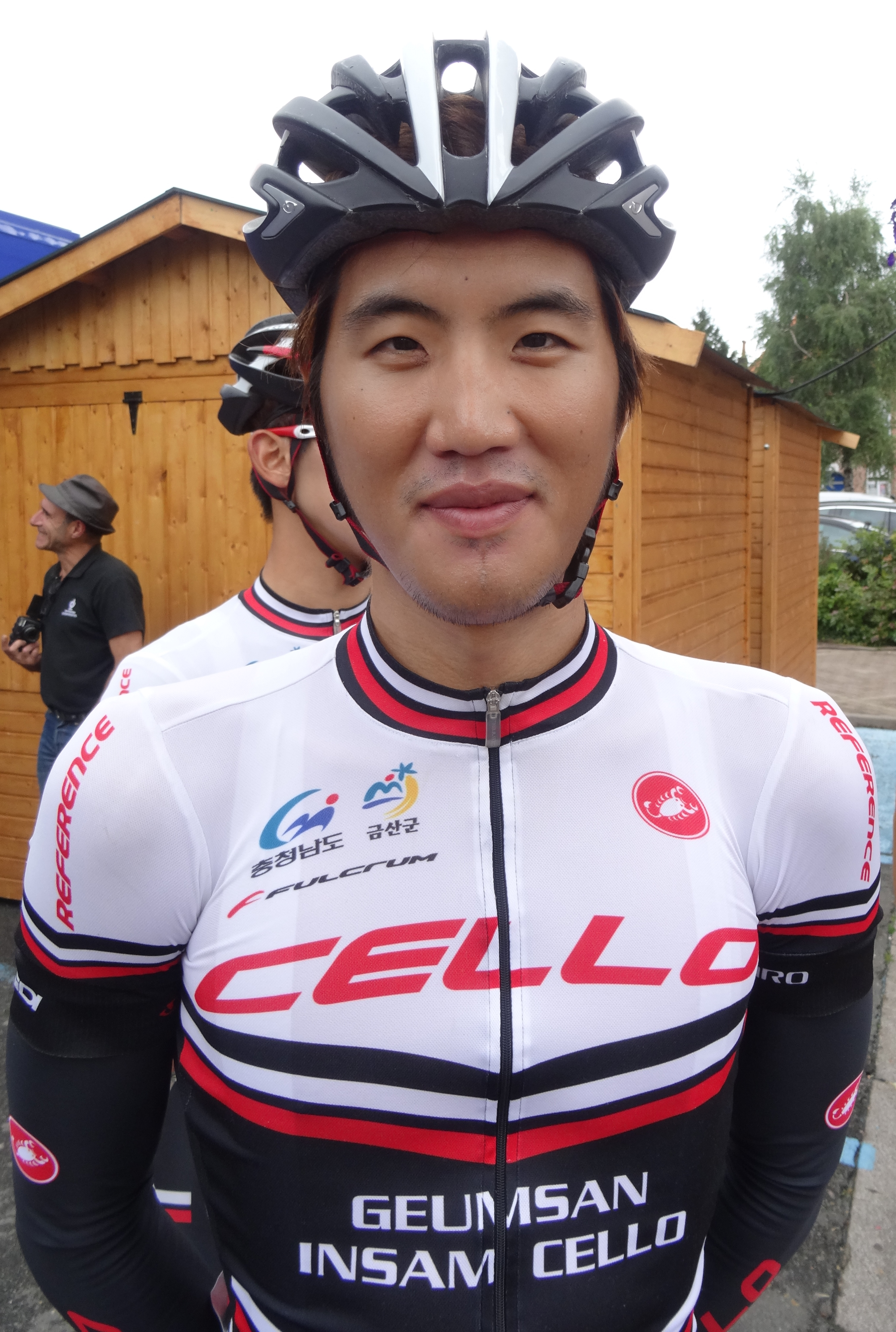

| Name            | Geburtstag         | Nationalität |
| --------------- | ------------------ | ------------ |
| Joshua Aldridge | 1. Februar 1989    | Neuseeland   |
| Choe Hyeong-min | 15. April 1990     | Südkorea     |
| Choe Jung-hwan  | 27. August 1995    | Südkorea     |
| Choe Ki-ho      | 27. April 1995     | Südkorea     |
| Laurent Groom   | 25. September 1993 | Australien   |
| Jo Ju-hyeon     | 28. Februar 1994   | Südkorea     |
| Kang Sung-joon  | 24. Dezember 1991  | Südkorea     |
| Kim Hee-jun     | 15. Oktober 1991   | Südkorea     |
| Lee Ki-han      | 22. März 1989      | Südkorea     |
| Yoo Ki-hong     | 24. März 1988      | Südkorea     |